# 松岡修一
松岡 修一（まつおか　しゅういち）は、日本の多肉植物栽培生産者、たにっくん工房代表。

## 概要
奈良県、天理市で1998年より、多肉植物の栽培、販売を開始。
エケベリア、ハオルチアを中心にユーフォルビア、アガベ、リトープス、サボテン等、多岐に渡って栽培。

## 出演
- NHK出版：趣味の園芸[1]
- WEBみんなの趣味の園芸：「多肉植物・サボテン図鑑」（2016年8月号）
- 「いつかは手に入れたい、あこがれの多肉」（2017年11月号）
- 「今、熱い植物 ユーフォルビア」（2019年2月号）
- 「今年こそ挑戦したい！エケベリアをタネから育てる」